# Venice (Utah)
Venice es una población del condado de Sevier, Utah, Estados Unidos. 

## Geografía
Venice es un pueblo situado aproximadamente a ocho kilómetros de Richfield, capital del condado.

## Historia
El primer habitante conocido en el área de Venice era Francis G. Wall , un residente Glenwood. En 1875, Wall compró un terreno, entonces llamó el Cove Rancho de Río, en el lado del sur del río Sevier. Construyó allí una cabaña y movió su familia de Manti. Cuando otro colono llegó al emplazamiento, era ya conocido como "Wallsville".